# Neopanax arboreus
Neopanax arboreus är en araliaväxtart som först beskrevs av Carl von Linné den yngre, och fick sitt nu gällande namn av Allan. Neopanax arboreus ingår i släktet Neopanax och familjen Araliaceae. Inga underarter finns listade.